# Cornutispora limaciformis
Cornutispora limaciformis är en lavart som beskrevs av Kris A. Pirozynski 1973. Cornutispora limaciformis ingår i släktet Cornutispora, divisionen sporsäcksvampar och riket svampar.   Inga underarter finns listade i Catalogue of Life.